# E87 (trasa europejska)
E87 – trasa europejska pośrednia północ-południe, biegnąca przez południową Ukrainę, południowy skrawek Mołdawii, wschodnią Rumunię, wschodnią Bułgarię i zachodnią Turcję.
E87 zaczyna się w Odessie, gdzie odbija od tras europejskich E58 i E95. Na Ukrainie E87 biegnie szlakami:
- drogi krajowej M17 do Izmaiłu,
- drogi lokalnej Izmaił – Łarżanka – Nowosils'ke – Orliwka – Reni do przejścia granicznego Reni – Giurgiulești.

W Mołdawii E87 na długości około 2 km biegnie drogą R34 między przejściami granicznymi Giurgiulești – Reni na granicy z Ukrainą i Giurgiulești – Gałacz (most na Prucie) na granicy z Rumunią.
Uwaga: mapa samochodowa Rumunii i Mołdawii wydawnictwa "Karpatia SRL" z 2005 i atlas samochodowy Ukrainy wydawnictwa "ZAT Rosava" z 2004 ukazują przebieg trasy E87 na obszarze Ukrainy i Mołdawii przez Bołhrad, przejście graniczne Bołhrad – Vulcanești, dalej drogą M3 przez Vulcanești do przejścia granicznego Cișmichioi – Reni. Dane te mogą jednak być nieaktualne. 
W Rumunii E87 biegnie szlakami dróg krajowych:
- nr 2B przez Gałacz do Braiły (tu łączy się z trasą E577),
- nr 22 przez Tulczę do Konstancy (tu łączy się z trasą E60),
- nr 39 do przejścia granicznego Vama Veche – Durankułak.

Na terenie Bułgarii E87 biegnie szlakiem drogi krajowej nr 9 przez Warnę (tu łączy się z trasą E70) i Burgas (tu łączy się z trasą E773) do przejścia granicznego Małko Tyrnowo – Dereköy.
W Turcji E87 biegnie szlakami:
- drogi krajowej nr 555 przez Kirklareli do Babaeski,
- drogi krajowej nr 100 do wsi Havsa (27 km na wschód od Edirne; na tym odcinku biegnie razem z trasą E80),
- drogi krajowej nr 550 przez Keşan (tu łączy się z trasą E84), Gelibolu (prom przez cieśninę Dardanele) i Ayvalik do Izmiru (na odcinku Keşan – Gelibolu biegnie razem z trasą E90),
- autostrady O30 (obwodnica Izmiru; tu łączy się z trasą E96),
- autostrady O31 przez Selçuk do Aydin,
- drogi krajowej nr 320 przez do Denizli,
- drogi krajowej nr 350 przez miejscowości Açipayam i Korkuteli do Antalyi.

Uwaga: mapa samochodowa Turcji wydawnictwa PPWK im. E. Romera (II wydanie) ukazuje drogę nr 350 przez Açipayam i Korkuteli jako drugorzędną (na pewnym odcinku nawet bez asfaltowej nawierzchni), zaś przebieg E87 na tym odcinku ukazuje w następujący sposób:
- - drogą krajową nr 320 do Dinar,
  - drogą krajową nr 625 przez Burdur do wsi Çeltikçi,
  - drogą krajową nr 650 do Antalyi.

Dane te mogą jednak być nieaktualne.
Ogólna długość trasy E87 wynosi około 2.122 km, z tego 301 km na Ukrainie, 2 km w Mołdawii, 315 km w Rumunii, 340 km w Bułgarii i 1.164 km w Turcji.